# Pterospermum stapfianum
Pterospermum stapfianum är en malvaväxtart som beskrevs av Ridley. Pterospermum stapfianum ingår i släktet Pterospermum och familjen malvaväxter. Inga underarter finns listade i Catalogue of Life.